# Miyakonojō
Miyakonojō (japanisch 都城市, -shi) ist eine japanische Stadt in der Präfektur Miyazaki auf der südjapanischen Insel Kyūshū.

## Geographie
Miyakonojō liegt westlich von Miyazaki und östlich von Kirishima.

## Geschichte
Miyakonojō war während der Edo-Zeit eine Burgstadt, ist heute eine Handelsstadt, die am 1. April 1924 Stadtrecht erhielt. Landwirtschaftliche Produkte sind Tee, Tabak, Rapssamen, und Süßkartoffeln. Molkereibetriebe sind ebenfalls zahlreich. Produziert werden Möbel und Bambusschwerter für Kendō. 90 Prozent aller Bogen für Kyūdō werden hier produziert.

## Verkehr
- Straßen:
  - Miyazaki-Autobahn
  - Nationalstraße 10: nach Kagoshima oder Kitakyūshū
- Zug:
  - JR Nippō-Hauptlinie: nach Kokura oder Kagoshima

## Städtepartnerschaften
- Ulan-Bator, Mongolei, seit 1999
- Stadtbezirk Jiangjin der Stadt Chongqing, Volksrepublik China, seit 1999[1]

## Söhne und Töchter der Stadt

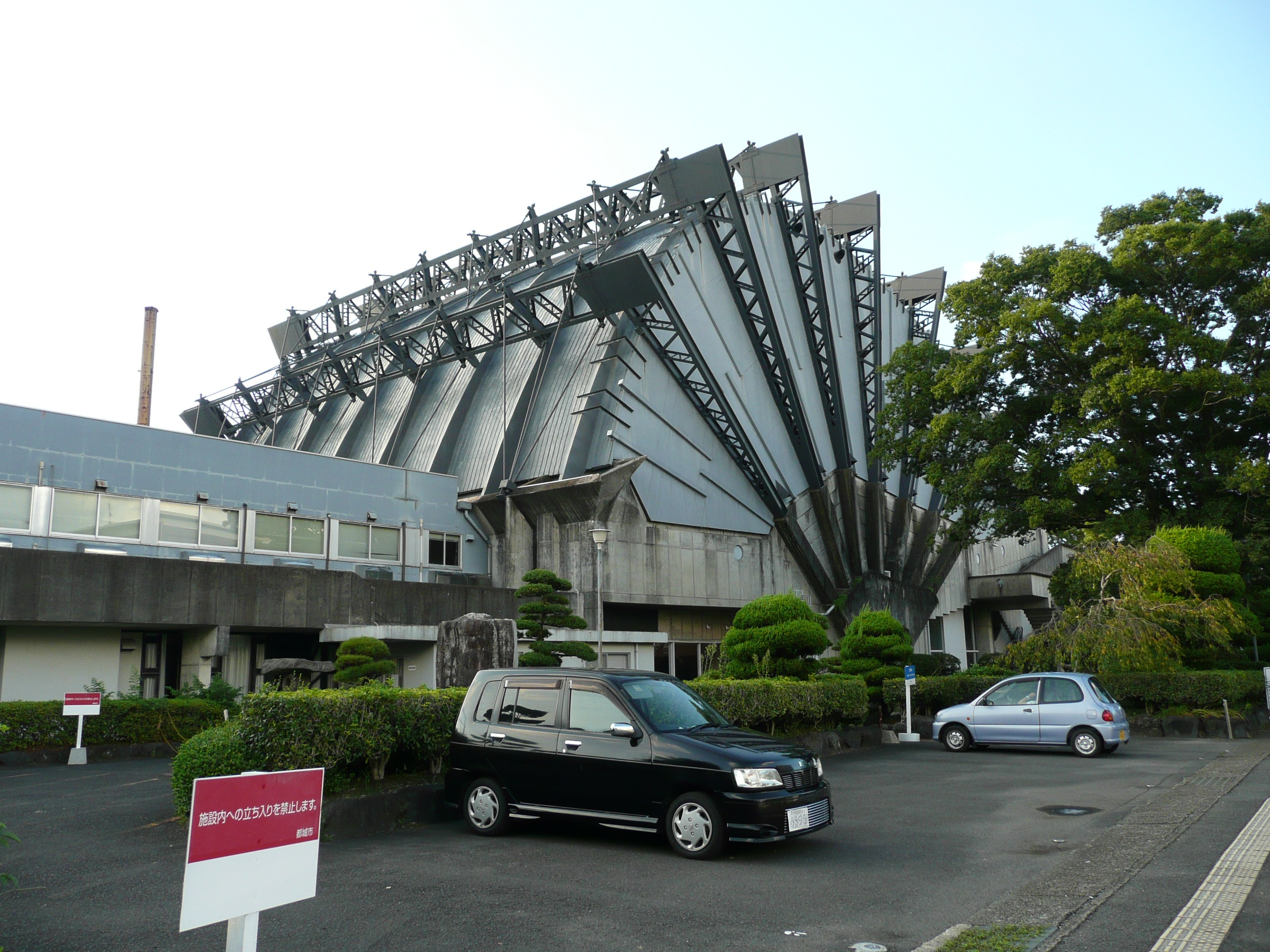
Ehemalige Miyakonojo-Bürgerhalle (Abriss im März 2020 abgeschlossen)

- Horinouchi Hisao (1924–2010), Politiker
- Kōsei Inoue (* 1978), Judoka
- Shunbin Maeda (* 1932), Maler
- Tomoji Tanabe (1895–2009), ehemals ältester Mann der Welt
- Yamanouchi Tamon (1878–1932), Maler
- Kenshin Yoshimaru (* 1996), Fußballspieler

## Angrenzende Städte und Gemeinden
- Präfektur Miyazaki
  - Miyazaki
  - Nichinan
  - Kushima
  - Kobayashi
  - Mimata
  - Takaharu
- Präfektur Kagoshima
  - Soo
  - Kirishima
  - Shibushi